# Mycobacteriales
Mycobacteriales es un orden de Actinomycetia que incluye a la mayoría de las bacterias ácido-resistentes. Son bacterias Gram positivas con contenido GC alto. 
El género más conocido es Mycobacterium, causante de enfermedades como la tuberculosis y la lepra, entre otras.
Una característica relevante es la estructura didérmica, debido a la presencia de una membrana externa de ácido micólico, la cual define la condición de bacteria ácido-alcohol resistente, lo que permite su identificación mediante la tinción de Ziehl-Neelsen.